# News24
News24 est un site d'actualité sud-africain créé en octobre 1998 par le groupe de presse Naspers, qui le gère via sa société Media24.
Le site a atteint les deux millions de visiteurs par mois en avril 2010.

## Contributeurs au journal
- Pieter du Toit
- Verashni Pillay